# Leon Hoppe
Leon Hoppe (* 5. Januar 2000 in Chemnitz) ist ein ehemaliger deutscher Basketballspieler.

## Laufbahn
Hoppe entstammt der Nachwuchsabteilung des BV Chemnitz 99. Ende September 2017 erhielt er bei einem knapp sechsminütigen Einsatz gegen Nürnberg erstmals Spielzeit in der ersten Herrenmannschaft der Sachsen in der 2. Bundesliga ProA zugestanden. Im März 2021 wurde er zum ersten Mal in der Basketball-Bundesliga eingesetzt.
Hoppe verließ Chemnitz im Sommer 2021 und schloss sich dem Zweitligisten Wiha Panthers Schwenningen an. 2022 ging er zum Drittligisten SBB Baskets Wolmirstedt. 2024 beendete er nach einer langwierigen Schulterverletzung seine Profikarriere, bleibt den Wolmirstedtern allerdings als Athletiktrainer erhalten.